# Ter Apelkanaal (kanaal)
Het Ter Apelkanaal is een kanaal in de provincie Groningen en vormt een onderdeel van de vaarweg Veendam-Stadskanaal-Ter Apel.
De toegestane afmetingen gaan tot schepen van 5,80 meter breed. Het kanaal is 2,00 m diep. De vaarweg is CEMT-klasse 0 en begint op kilometerraai 7,3 van het A.G. Wildervanckkanaal met een schutsluis naar het Oosterdiep door Veendam en Wildervank en na twee sluizen volgt van kilometer 6,7 het Stadskanaal met drie sluizen tot kilometer 19,9. Daar begint het Musselkanaal met weer drie sluizen en weer op 27,8 kilometer volgt het Ter Apelkanaal.
Vanaf km 34,02 is de doorvaartbreedte beperkt door de Synagogebrug, wijdte 4,50 m.
In het doorgaande deel van het Ter Apelkanaal is een sluis opgenomen:
- bij km 35,19 het 7e Verlaat

Bij km 36,53 splitst het kanaal zich in het Ruitenbroekkanaal naar Rütenbrock in Duitsland en een stukje van 1,3 kilometer tot de grens Groningen/Drenthe (praktisch zonder scheepvaart).
Ook daar is nog een sluis, maar daar wordt nog maar hoogst zelden geschut.
- bij km 36,59 het 8e Verlaat

## Geschiedenis
In 1765 werd door de stad Groningen besloten een kanaal te laten graven van Bareveld tot Ter Apel, dit om de ontginning van het hoogveen van het Bourtangermoeras te bevorderen. Men koos voor een traject langs de rand van de provincie Groningen, parallel aan de Semslinie, de 150 jaar eerder vastgestelde grens tussen Groningen en Drenthe.
Het kanaal kreeg uiteindelijk een lengte van 38 kilometer en werd in 1856 voltooid. Door de turfvaart was in het de negentiende eeuw een van de drukst bevaren vaarroutes in Nederland. Bij de sluizen konden de wachttijden oplopen tot enkele uren. Op deze plaatsen werden dan cafés en winkeltjes gevestigd. Door de aanleg van het kanaal ontstonden de plaatsen Stadskanaal en Musselkanaal.
Aan Drentse zijde werden een aantal zijkanalen gegraven, waarlangs ook een aantal dorpjes ontstonden, de Drentse Monden.
Nadat al het veen was afgegraven, werden op het kanaal veel landbouwproducten vervoerd, zoals aardappelen voor de aardappelmeelindustrie en stro voor de strokartonfabrieken.
Door de concurrentie van de vrachtwagens en de schaalvergroting in de binnenvaart verloor het kanaal vanaf de jaren dertig zijn betekenis als waterweg. In de jaren zeventig waren er plannen om het kanaal te dempen, maar een actie onder de plaatselijke bevolking heeft dit voorkomen. Tegenwoordig is er alleen nog recreatievaart op het kanaal aan te treffen.
Dorpen:
Alteveer (deels) · Ceresdorp · Kopstukken · Mussel · Musselkanaal · Onstwedde · Smeerling · Stadskanaal

Gehuchten: Barlage · Blekslage · Braamberg · Höchte · Horsten · Sterenborg · Ter Wupping · Vledderhuizen · Vledderveen · Vosseberg

Buurtschappen: Höfte · Holte · Oomsberg · Tange · Ter Maarsch · Veenhuizen · Wessinghuizen

Kanalen: Stadskanaal · Musselkanaal · Mussel-Aa-kanaal      Bos: Dr. Hommesbos

Groningen: Steden en dorpen      Nederland: Provincies · Gemeenten